# Rogatxov
Rogatxov - Рогачëв (rus) - és un khútor del krai de Krasnodar, a Rússia. Es troba a la vora esquerra del riu Txelbas, davant de Kazatxi. És a 12 km al nord de Kropotkin i a 131 km al nord-est de Krasnodar.
Pertany al khútor de Lóssevo.